# Кату-Ярык
Кату-Яры́к (алт. Кату Јарык. Кату - твёрдый, јарык - расщелина; буквально - теснина, ущелье) — перевал в Алтайских горах, на территории Улаганского района Республики Алтай. Представляет собой крутой спуск в долину реки Чулышман, проложен он в склоне горы, крутизна склона ~70% (35°). Высота от подножия — 530 м, длина — 3,5 км, 7 поворотов, средний уклон — 18% (10°), покрытие — грунт, камни. Перевал проходим для транспорта высокой проходимости. Высота у подножия — 670 м над уровнем моря, смотровой площадки — 1200 м. Координаты смотровой площадки — 50°54′49″ с. ш. 88°12′55″ в. д., подножия — 50°55′17″ с. ш. 88°12′46″ в. д..

## Описание
Кату-Ярык — это первый автомобильный спуск в долину Чулышмана (второй находится у с. Язула). Расположен на 31 км автодороги Балыктуюль − Коо − Балыкча. По этой дороге можно доехать до южной оконечности Телецкого озера.
До 1989 года автомобильной дороги, спускающейся в долину реки Чулышман, не было — жители окрестных деревень пользовались крутой конной тропой, или же водным путём через Телецкое озеро. В 1987 году по инициативе директора  совхоза «Советский Алтай» А.В. Санаа началось строительство автомобильного спуска в долину Чулышмана. Открытие перевала Кату-Ярык состоялось в октябре 1989 года.
20 октября 2011 года началось строительство нового перевала, который должен стать безопасным альтернативным спуском. Работы приостанавливались, но возобновлены в 2022 году и с частично изменённой трассировкой.